# Centropus bernsteini
Cucal-de-bico-preto (Centropus bernsteini) é uma espécie de cucos da família Cuculidae.
Pode ser encontrada na Indonésia e Papua-Nova Guiné.